# Igor de Camargo
Igor Alberto Rinck de Camargo (* 12. Mai 1983 in Porto Feliz, São Paulo, Brasilien) ist ein ehemaliger belgischer Fußballspieler, der zuletzt bei RWD Molenbeek unter Vertrag stand.

## Karriere

### Verein
Er begann mit dem Fußballspielen in der Jugend bei Bonsucesso FC. Er wechselte im August 2000 mit 17 Jahren von Estrela FC Porto Feliz in die Jugend des belgischen Erstligisten KRC Genk. In der Saison 2003/04 schoss er in 32 Spielen zehn Tore beim KVV Heusden-Zolder. 2006 wechselte er zum FC Brüssel, für den er in 28 Spielen 14 Tore schoss. Schließlich wechselte er zu Standard Lüttich und wurde Mannschaftskapitän.
Am 22. April 2010 unterschrieb De Camargo einen Vierjahresvertrag beim deutschen Bundesligisten Borussia Mönchengladbach. Nach einer verletzungsbedingten Pause absolvierte er erst am 2. Oktober 2010 sein erstes Pflichtspiel für die Borussia, als er im Spiel gegen den VfL Wolfsburg in der 82. Spielminute für Raúl Bobadilla eingewechselt wurde. Am 6. November 2010 (11. Spieltag) erzielte er beim 3:3 im Spiel gegen den FC Bayern München mit dem Treffer zum 3:2 sein erstes Bundesligator. Sein Tor in der Nachspielzeit des Hinspieles in der Relegation der Saison 2010/11 zum 1:0-Sieg gegen den VfL Bochum wurde 2020 von der Fans der Borussia zu Borussias Tor des Jahrzehnts gewählt.
Ende Januar 2013 wechselte De Camargo auf Leihbasis bis zum Saisonende 2012/13 zum Ligakonkurrenten TSG 1899 Hoffenheim. Da die TSG den Klassenerhalt in der Relegation geschafft hatte, wurde De Camargo automatisch fest verpflichtet. Im Juli 2013 ging er aufgrund der fehlenden Perspektiven zurück zu seinem früheren Verein Standard Lüttich und unterschrieb dort einen Dreijahresvertrag mit Option auf eine weitere Spielzeit.
Im Sommer 2015 kehrte er zurück zum KRC Genk. Er erhielt einen Zweijahresvertrag, verließ jedoch bereits ein Jahr später den Verein in Richtung Zypern. Dort schloss er sich APOEL Nikosia an und konnte zwei Jahre in Folge die Meisterschaft feiern. Dann wechselte er zurück in seine belgische Heimat und stand nun bei Zweitligist KV Mechelen unter Vertrag mit einer Laufzeit bis zunächst 2020. Hier konnte er in seiner ersten Saison sofort den nationalen Pokal gewinnen sowie mit dem Klub in die Division 1A aufsteigen. Anfang März 2020 gab der KV Mechelen eine Vertragsverlängerung bis Sommer 2021 bekannt. In der neuen Saison 2020/21 bestritt er 33 von 40 möglichen Spielen für Mechelen, in denen er 9 Tore schoss, sowie drei Pokalspiele. Nach Ende der Saison wurde sein Vertrag um ein weiteres Jahr bis zum Ende der Saison 2021/22 verlängert.
In der Saison 2021/22 bestritt er für Mechelen 10 von 22 möglichen Ligaspielen sowie zwei Pokalspiele mit zwei Toren, bevor er Mitte Januar 2022 in die Division 1B zu RWD Molenbeek wechselte, wo er einen Vertrag bis zum Saisonende unterschrieb. De Carmargo spielte für RWDM in 11 von 13 möglichen Ligaspielen, in denen er zwei Tore schoss, sowie in den beiden Relegationsspielen um den Aufstieg zur Division 1A. Nach einer 0:1-Heimniederlage und einem torlosen Unentschieden auswärts blieb RWDM jedoch in der Division 1B. 
Mit diesen Relegationsspiel endete De Carmargos Karriere als aktiver Fußballer. In seiner letzten Saison erwarb er parallel zu seinen Spieleinsätzen den UEFA-A-Trainerschein (höherer Amateurbereich).

### Nationalmannschaft
Im Jahr 2009 nahm De Camargo neben der brasilianischen die belgische Staatsbürgerschaft an. Sein erstes Spiel für die belgische Nationalmannschaft bestritt er im Februar 2009 gegen Slowenien. Bis 2012 absolvierte er neun Länderspiele. Danach wurde er nicht mehr berufen.

### Trainer
Ende Juli 2023 wurde er von RWD Molenbeek, der zur Saison 2023/24 in die Division 1A aufgestiegen war, als 2. Co-Trainer eingestellt, nachdem der Verein eine Woche vor Saisonbeginn den Trainerstab neu besetzte.

### Erfolge
- Belgischer Meister: 2002, 2008, 2009
- Zyprischer Meister: 2017, 2018
- Belgischer Pokalsieger: 2019